# Licenza di pilota di linea
La licenza di pilota di linea (in lingua inglese Airline Transport Pilot License, da cui la sigla ATPL) è la licenza di volo che abilita al volo come pilota di linea. Per arrivare ad avere una licenza ATPL bisogna prima ottenere diverse altre licenze ed abilitazioni:
- Licenza di pilota privato (PPL): è la licenza per pilotare un aereo che necessita generalmente di un solo pilota. Il PPL non è a scopo di lucro
- Licenza di pilota commerciale (CPL): è la licenza per pilotare aerei di piccole - medie dimensioni, che richiedono comunque un solo pilota, oppure su aerei di due piloti in funzione di copilota
- Single Engine Piston (SEP): è l'abilitazione per pilotare aerei monomotore a pistoni
- Multi Engine Piston (MEP): è l'abilitazione per pilotare aerei plurimotore a pistoni

Data la difficoltà tuttavia di conseguire l'ATPL in breve tempo (servono 1500 ore) la normativa prevede di poter lavorare anche solo con il CPL e conseguire poi la pratica in un momento successivo una volta acquisita la necessaria esperienza.
Il percorso 'reale' di formazione diventa quindi (semplificando):
PPL, ATPL (solo teoria), IR, CPL, MEP, MCC > 1500 ore < ATPL (esame pratico); il tutto normalmente occupa almeno 3/4 anni.
Il corso nasce dall'esigenza di fornire ai piloti una conoscenza sempre più completa ed accurata di quello che è il mondo dell'aviazione, a partire dai sistemi di bordo fino alle normative legali; in un mondo in cui la tecnologia è sempre più applicata e sofisticata. Se prima un pilota doveva fare teoria-pratica, per ogni corso e/o abilitazione, l'ATPL fornisce una copertura della teoria (anche se pur sempre generica) totale, in questo modo il progresso nei corsi successivi diventa quindi più veloce perché ci si può dedicare all'approfondimento dell'argomento attuale, avendo già le conoscenze di base. L'ATPL si può definire quindi 'le fondamenta' di quella che è la conoscenza di un pilota professionista. La pratica invece, per la quale servono 1500 ore di volo, consolida legalmente quella che è la licenza vera e propria (prima era una licenza CPL, con teoria ATPL), ed è lo standard professionale più alto attualmente esistente.
Insieme all'ATPL, che è una licenza, sono allegate inoltre le abilitazioni. Elencate sul documento che attestano quelle che sono le capacità 'aggiuntive di un pilota': type rating, livello di inglese, ecc; per fare un paragone è come se sulla patente di guida fossero elencate le capacità di guida del titolare.
Il corso teorico, strutturato secondo EASA FCL. 515 APPENDICE 3, prevede 650 ore di lezioni in aula. Le 15 materie sono:
1. Air Law
2. Aircraft General Knowledge - Airframe, Systems, Powerplant
3. Aircraft General Knowledge - Instrumentation
4. Mass and Balance
5. Performance
6. Flight Planning and Monitoring
7. Human Performance and Limitations
8. Meteorology
9. General Navigation
10. Radio Navigation
11. Operational Procedures
12. Principles of Flight
13. Communications (IFR + VFR)
14. ksa

Gli esami sono test a risposta multipla, tutti in inglese, dove è ammesso il 25% di errori per materia. È possibile sostenere gli esami anche con la sola licenza di pilota privato (quindi studiare in parallelo sia per l'ATPL teorico, sia per la licenza commerciale pratica con le relative abilitazioni quali volo a vista notturno, volo su aereo con carrello retrattile e passo dell'elica variabile, volo strumentale IFR, volo su bimotore).
Legalmente i piloti, dopo aver maturato circa 1500 ore di volo e aver completato l'ATPL con l'esame pratico, possono assumere il ruolo di comandanti presso una compagnia aerea; tuttavia questo passaggio non avviene prima di almeno 3/4 anni (nelle low cost), o 10 (nelle altre) dopo aver quindi acquisito un'esperienza di circa 5000 ore o più.